# Kres
Kresovanje je velik nadzorovan zunanji ogenj iz drv, okleščenih vej ali slamnatih butar.

## Poletni solsticij
Kresovanje na predvečer poletnega solsticija, najdaljšega dne v letu, (v času od 20.–22. junija) je tradicionalno v številnih evropskih državah in so z njim povezane številne ljudske šege in navade. Poganski predniki Slovencev so sprva kresovali v čast božanstvu Kresniku, sčasoma pa se je običaj pomaknil na predvečer praznika sv. Janeza Krstnika (24. junija).

## Prvomajsko kresovanje
Od konca 19. stoletja je ponekod prišel v ospredje kres na predvečer 1. maja, praznika dela. Najvišji kres na svetu, visok 43 m 44cm, so postavili krajani Boštanja 30. aprila 2007, s čimer so se vpisali v Guinnessovo knjigo rekordov.

## Opozarjanje pred nevarnostjo
Na področju Slovenije in tudi zunaj so v času turških vpadov postavljali po hribih kresove kot signalizacijske priprave za obveščanje vasi pred nevarnostjo.